# Bannerman-Weber
Der Bannerman-Weber (Ploceus bannermani) ist eine Vogelart aus der Gattung der Ammerweber (Ploceus). Das Verbreitungsgebiet des Vogels beschränkt sich auf die Länder Kamerun und Nigeria. Der Bestand wird von der IUCN als gefährdet (vulnerable) eingeschätzt.

## Merkmale
Der Bannerman-Weber erreicht eine durchschnittliche Körperlänge von etwa 13 bis 14 Zentimetern. Das Oberteil ist grünoliv. Der Nacken und die Krone sind goldgelb. Gesicht und Hals sind schwarz. Der Rest des Unterteils schimmert in einem hellen Goldgelb. Der Vogel hat einen schwarzen Schnabel und schwarze Beine. Männchen und Weibchen unterscheiden sich nicht.

## Habitat
Der Vogel kommt in Höhenlagen zwischen  1100 und 2900 Metern vor. Dort findet man ihn sowohl an Waldrändern als auch im Dickicht des Waldes. In den offeneren Bergregionen bevorzugt er Gestrüpp. Sofern Bäume oder Strauchwerk vorhanden sind, kann man ihn manchmal auch in der Kulturlandschaft beobachten. Der Vogel toleriert somit ein gewisses Maß der Waldrodung oder Zerstörung seines natürlichen Lebensraumes.

## Verhalten
Die Vögel treten hin und wieder in kleinen Gruppen auf, meist sieht man sie aber in Paaren. Die Brutzeit dauert von November bis Januar und variiert regional.

## Unterarten
Es sind im Augenblick keine Unterarten von Ploceus bannermani bekannt. Die Art gilt daher als monotypisch. Die Spezies wurde nach David Armitage Bannerman benannt.

## Verbreitung
Der Bannerman-Weber ist in Westkamerun im Bamenda-Hochland und Südnigeria beheimatet. In Kamerun ist er besonders häufig am Gebirgsmassiv Oku, am Berg Tchabal Mbabo und auf dem Hochland von Adamaua zu beobachten. In Nigeria ist er vorwiegend auf dem Obudu- und Mambilla-Plateau heimisch. Selten wurde der Vogel am Berg Manengouba sowie bei Kodmin nahe der Bakossi-Berge beobachtet.